# Hans Welsch

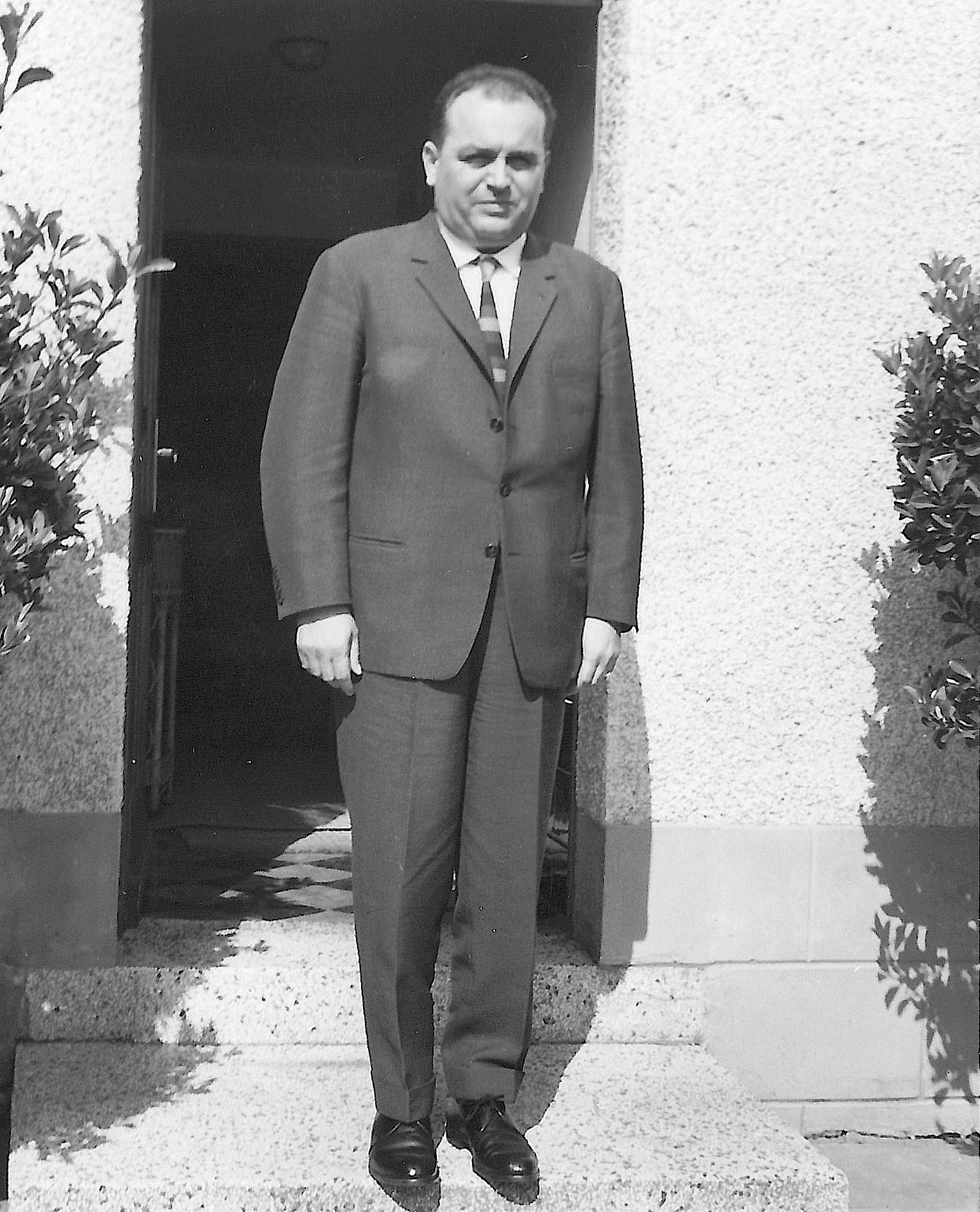
Hans Welsch

Hans Welsch (* 5. März 1923 in Lisdorf; † 27. September 1995 in Saarlouis) war ein saarländischer Unternehmer und Gründer der DSD Dillinger Stahlbau GmbH.

## Leben
Hans Welsch wurde 1923 in Lisdorf als einziges Kind des Ingenieurs Johann Welsch und der Marktfrau Maria Welsch (geb. Jakob) geboren. Nach Besuch der höheren Handelsschule und Abschluss einer kaufmännischen Lehre diente er von 1939 bis 1945 in der deutschen Kriegsmarine. Unmittelbar nach Kriegsende kehrte er nach kurzer norwegischer Kriegsgefangenschaft in seine Heimat zurück. Welsch war in seiner Jugend ein außergewöhnlich schneller Sprinter. Er war insgesamt ein herausragender Autodidakt, der die durch Kriegszeiten entstandene Lücken in der Schulbildung mühelos selbst schloss. 1951 heiratete er Regina Welsch (geb. Hoffmann), Tochter des saarländischen Ministerpräsidenten Johannes Hoffmann, mit der er vier Kinder hatte. Die Familie wohnte zu seinen Lebenszeiten in Saarlouis, blieb jedoch auch seinem Heimatort Lisdorf verbunden, wo 1996 die Hans-Welsch-Halle nach ihm benannt wurde. Hans Welsch verstarb am 27. September 1995 im Alter von 72 Jahren nach kurzer Krankheit in Saarlouis. Zum Anlass seiner Beerdigung musste der Verkehr in der Innenstadt Saarlouis umgeleitet werden.

## Unternehmerisches Wirken

DSD Logo nach Entwurf Hans Welschs

Das unternehmerische Wirken von Hans Welsch ist eng mit dem Aufbau und der Entwicklung des Unternehmens verbunden, welches in späteren Jahren den Namen DSD Dillinger Stahlbau GmbH trug. Zusammen mit dem fast 20 Jahre älteren Techniker Hubert Linster gründete Hans Welsch schon kurz nach Kriegsende das Unternehmen Dillinger Stahlbau.
So erfuhr das Unternehmen ein rasantes Wachstum und begann bald, nachdem etliche Abrissaufträge erfolgreich erledigt worden waren, der eigentlichen Aufgabe, dem Stahlbau, gerecht zu werden. In den ersten Jahren wurden leichte Stahlkonstruktionen gebaut, zunächst im Saarland und dann auch im angrenzenden Frankreich. Schon in den frühen 50er Jahren, nach der Gründung der ersten Tochtergesellschaften, entstand ein umfassendes Produktsortiment: Fertigung und Montage von Hallen, Brücken, Schachtgerüsten, Behälter- und Rohrleitungsbau sowie Luft- und Klimatechnik.
Hans Welsch war seit der Unternehmensgründung der kaufmännische Geschäftsführer der Firma. Nach dem Tod des Geschäftspartners Hubert Linster im Jahre 1974 wurde er der alleinige Vorsitzende der Geschäftsführung, bevor er im Alter von 68 Jahren Ehrenvorsitzender des Aufsichtsrats wurde. Zu diesem Zeitpunkt hatte die DSD Dillinger Stahlbau GmbH Niederlassungen in zehn europäischen Ländern und Vertretungen auf fünf Kontinenten. Das Unternehmen beschäftigte zeitweise über 10.000 Mitarbeiter weltweit.

## Führungsstil
Den Grundstein für den entstehenden Weltkonzern legten die Firmengründer Hubert Linster und Hans Welsch gemeinsam. Trotz unterschiedlicher Führungsstile, oder womöglich genau aus diesem Grunde, ergänzten sich die beiden Persönlichkeiten hervorragend. Man lebte in unmittelbarer Nachbarschaft, teilte sich das Büro und verbrachte wochenlange Urlaube gemeinsam. Diese Partnerschaft ist als Grund für den erfolgreichen Aufbau eines Teams von engen Mitarbeitern anzusehen, das über Jahrzehnte das beachtliche Wachstum des Unternehmens mit bewirkte. Besonders enge Bindungen gab es unter jenen, die schon während der Gründerjahre im Unternehmen arbeiteten. Berichten zufolge ging auch hier die Gemeinschaftlichkeit über den Rahmen der beruflichen Zusammenarbeit hinaus. So machte man, um während der Aufbauphase die Kosten für Reinigungspersonal einzusparen, freitags gemeinsam „klar Schiff“, ein Ausdruck den Hans Welsch in seiner Zeit bei der Kriegsmarine verinnerlicht hatte. Weiterhin kam es nach getaner Arbeit durchaus gelegentlich zu Wettläufen auf dem Firmengelände, da Welsch in seiner Jugend ein hervorragender Läufer gewesen war.

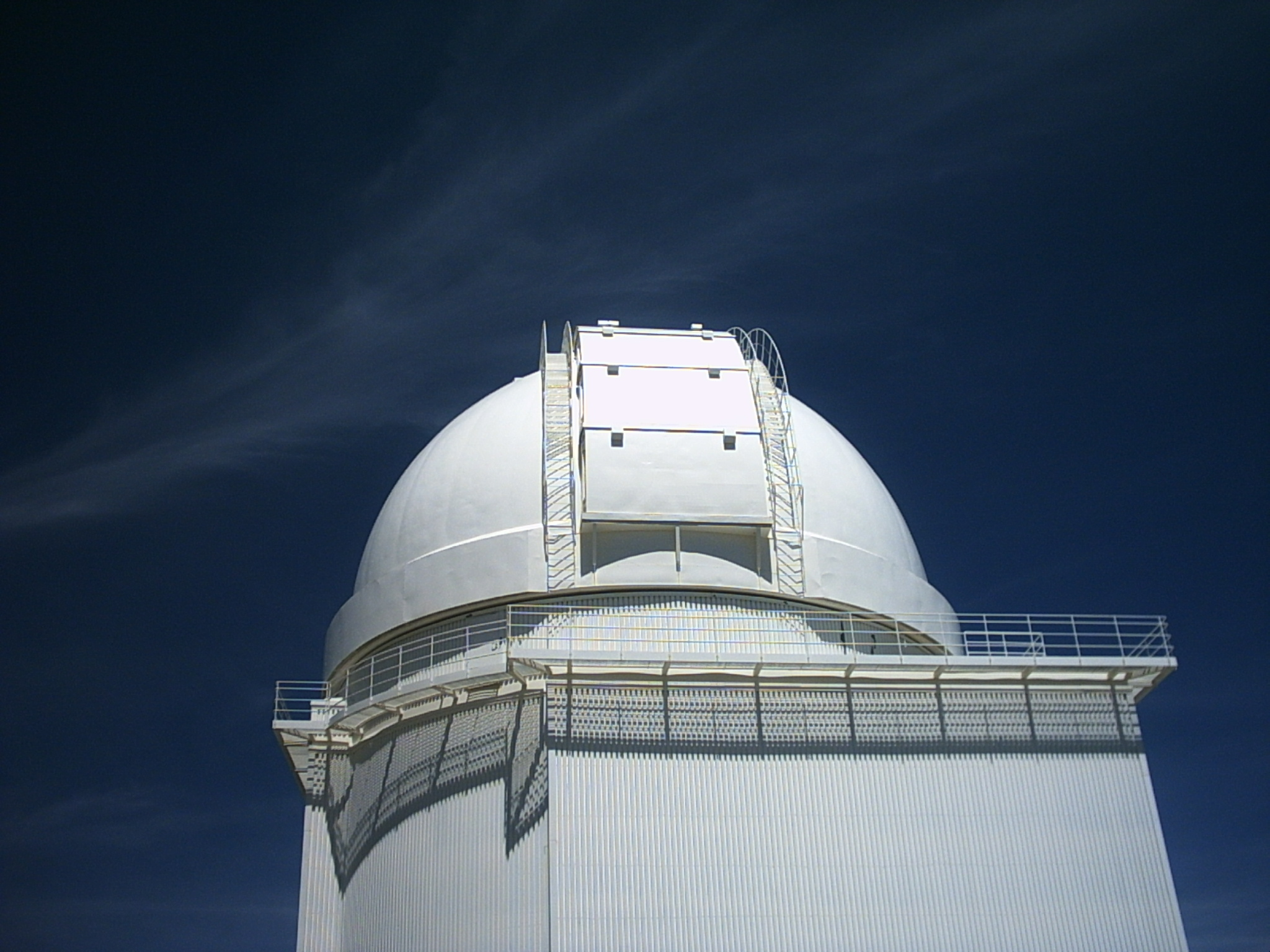
Das Observatorium auf dem Calar Alto mit DSD Stahlkuppel, Fertigstellung: 1979

Der Führungsstil von Hans Welsch war als modern, aufgeschlossen und personenorientiert anzusehen.

## Außerordentliche Ämter
- Aufsichtsrat Saarfürst Brauerei
- Vizepräsident des Deutschen Stahlbauverband (DSTV)
- Beirat Commerzbank
- Beirat Karlsberg Brauerei

## Ehrungen
- Bundesverdienstkreuz 1. Klasse (1980)
- Europäischer Stahlbaupreis (1989)
- Saarländischer Verdienstorden (1995)[2]
- Ehrenbürgerschaft der Stadt Saarlouis (1995)
- Hans-Welsch-Halle in Lisdorf (1996)